# 伊里斯齿鬣兽属
伊里斯齿鬣兽属（学名：Iridodon）为鬣齿兽目的一个属。

## 下属物种
本属包括以下物种：
- 达氏伊里斯齿鬣兽 Iridodon datzae Morlo & Gunnell, 2003